# Dalea cyanea
Dalea cyanea är en ärtväxtart som beskrevs av Edward Lee Greene. Dalea cyanea ingår i släktet Dalea, och familjen ärtväxter.

## Underarter
Arten delas in i följande underarter:
- D. c. cyanea
- D. c. fissa